# Величко Добрев
Величко Кръстев Добрев е български учен и микробиолог.

## Биография
Роден е на 8 април 1939 г. в Козлодуй, в семейството на Кръстьо и Васка Добреви. Завършва Висш Ветеринарно-Медицински университет. Работи в областите на микробиологията и ветеринарната медицина.
През 1974 г. става доцент, като в периода 1972 - 1987 прави 4 световни открития в областта на микробиологията и ветеринарната медицина.
Величко Добрев е автор на множество научни и научнопопулярни текстове, които са публикувани в различни български и чуждестранни специализирани издания. Умира на 14 ноември 2006 във Враца.